# Panionios

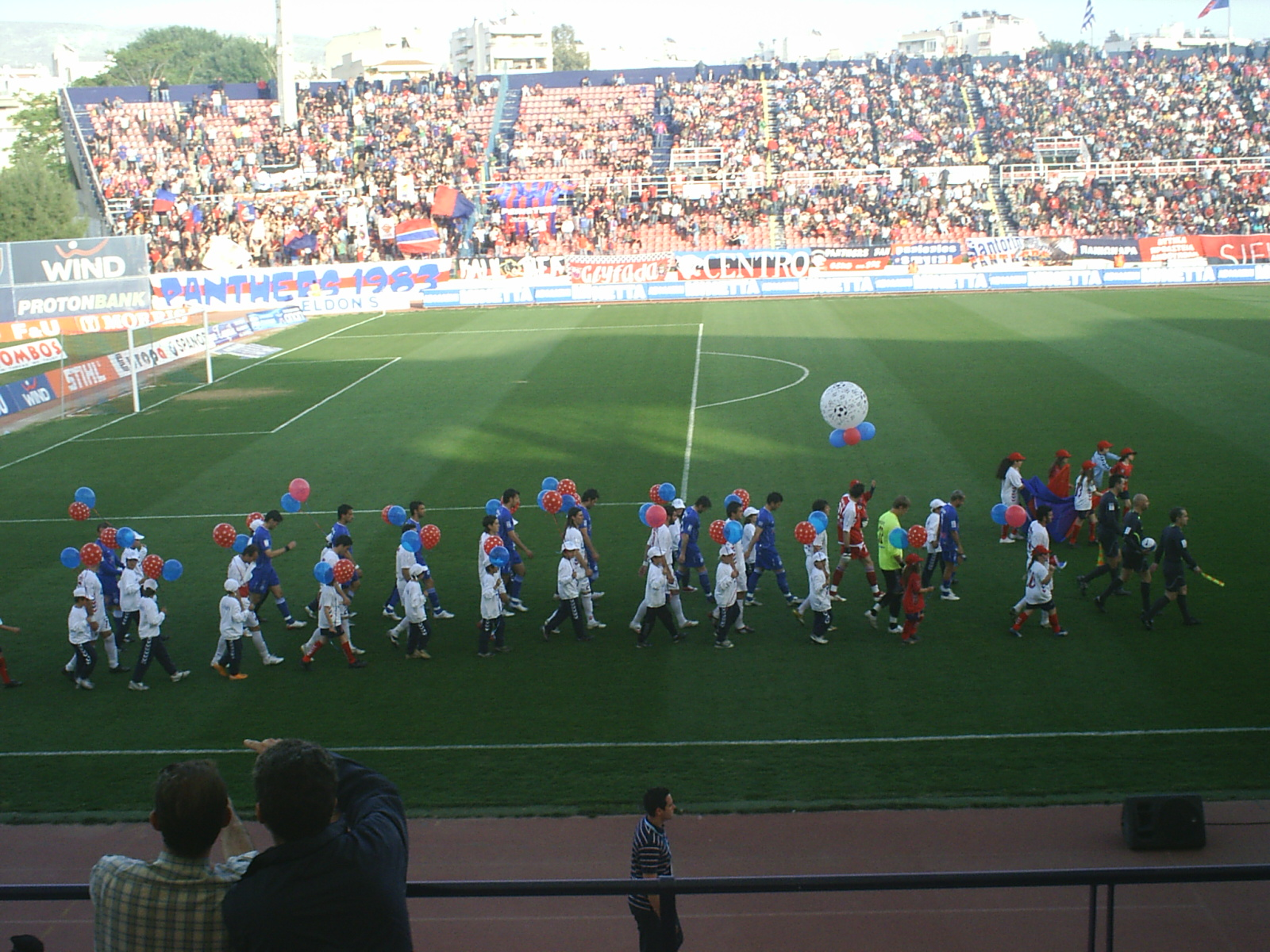
Spelers van Panionios komen het veld op voor een wedstrijd

Panionios (Grieks: Πανιώνιος Γυμναστικός Σύλλογος Σμύρνης, Panionios Gymnastikos Syllogos Smyrnis d.i. de Panionische Gymnastiek Vereniging van Smyrna) is een voetbalclub uit Nea Smyrni, een buitenwijk van de Griekse stad Athene. Panionios is opgericht in 1890. Huidig voorzitter van de club is Eleftherios Pagozidis. De clubkleuren zijn rood en blauw en Panionios was altijd een vaste waarde in de hoogste klasse. Enkel in 1992/93 en 1996/97 speelde de club in de tweede divisie. Helaas leidden financiële problemen tot verval en de club speelt nu op een veel lager niveau.

## Geschiedenis
De club werd in 1890 opgericht  in Smyrna, destijds een overwegens Griekse stad in het Ottomaanse Rijk. De club had eerst de naam Orpheus, naar de mythologische figuur en omdat de hoofdactiviteit van de club muziek was. Drie jaar later wilden een aantal leden zich enkel op sport richten en richtten een nieuwe club op, Gymnasion Club. In 1898 fuseerden beide clubs tot Panionios GSS. Voetbal was aanvankelijk niet de hoofdactiviteit van de club, daar was stadsrivaal Apollon Smyrnis beter in vertegenwoordigd. Na de catastrofe van Smryna werden de Grieken verdreven uit de stad die nu de naam Izmir aannam. De voorzitter van de club, Dimitrios Dallas, wilde de club niet verloren laten gaan en met oude leden richtte hij de club opnieuw op in Athene. De club had aanvankelijk geen eigen loklane en werd ondergebracht in het stadion Panathinaiko. In 1937 werd besloten om te verhuizen naar Nea Smyrni, een voorstad van Athene waar een groot deel van de bevolking van Smyrna naar gevlucht was. In 1939 opende het nieuwe stadion van de club. 
De club werd vicekampioen in 1951 en 1971. 

## Erelijst
- Beker van Griekenland

1979, 1998
- Balkan Cup

1971

## Panionios in Europa
Panionios speelt sinds 1969 in diverse Europese competities. Hieronder staan de competities en in welke seizoenen de club deelnam:
- UEFA Europa League (1x)

2017/18
- Europacup II (2x)

1979/80, 1998/99
- UEFA Cup (5x)

1971/72, 1987/88, 2003/04, 2004/05, 2007/08
- Intertoto Cup (1x)

2008
- Jaarbeursstedenbeker (1x)

1969/70

## Bekende (oud-)spelers
- Roland Alberg
- Boško Balaban
- Stéphane Demol
- Sokratis Dioudis
- Patrick Dimbala
- Giannis Gravanis
- Markus Jonsson
- Miroslav König
- Tomáš Oravec
- Milinko Pantić
- Ermin Šiljak

## Bekende (ex-)trainers
- Urbain Braems
- Emilio Ferrera
- Martti Kuusela
- Emerich Jenei